# Malesze
Malesze (w miejsc. gwarze Malisê) – wieś w Polsce położona w województwie podlaskim, w powiecie bielskim, w gminie Wyszki.
Wieś królewska w starostwie brańskim w ziemi bielskiej województwa podlaskiego w 1795 roku. W latach 1921–1934 należała do gminy Topczewo. W latach 1975–1998 miejscowość administracyjnie należała do województwa białostockiego.
Pierwsza wzmianka o wsi pochodzi z 1540. Była to wieś bojarów. Dawniej siedziba gromady.
Według Powszechnego Spisu Ludności z 1921 roku wieś zamieszkiwało 285 osób, wśród których 76 było wyznania rzymskokatolickiego, 195 prawosławnego a 14 mojżeszowego. Jednocześnie 71 mieszkańców zadeklarowało polską przynależność narodową, 198 białoruską, 2 rosyjską a 14 żydowską. Było tu 53 budynki mieszkalne.
W miejscowości znajduje się drewniana parafialna cerkiew prawosławna pod wezwaniem Świętych Apostołów Piotra i Pawła. Świątynię zbudowano w latach 50. XX w.
Wierni kościoła rzymskokatolickiego należą do parafii Wniebowzięcia Najświętszej Maryi Panny w Łubinie Kościelnym.